# 石毛大蔵
石毛 大蔵（いしげ だいぞう、1980年11月11日 - ）は、日本の男性元総合格闘家。千葉県銚子市出身。元ウェルター級キング・オブ・パンクラシスト

## 来歴
小学生の時は陸上競技に熱中し、走り幅跳びでは市内優勝、駅伝の選手としても活躍。柔道を始め横芝敬愛高校では県大会で優勝。大東文化大学を卒業後、アメリカ合衆国へジョージア工科大学付属語学学校に留学。2003年、2004年の全日本サンボ選手権74kg級で優勝。サンクトペテルブルグで行われた世界サンボ選手権第では5位入賞。その後、SKアブソリュートに在籍。
2004年2月6日、アメリカ留学中にアマチュア総合格闘技のトーナメントに出場し、1回戦でコール・ミラーに勝利し優勝した。
帰国後は母校の横芝敬愛高等学校で教員をしながら格闘技を続けた。
2004年9月24日、パンクラスでのデビュー戦を迎え、関直喜と対戦したが、0-1の判定で引き分けた。
2006年5月2日、PANCRASE 2006 BLOW TOURのウェルター級挑戦者決定戦で北岡悟に判定勝ち。
2006年8月26日、横浜文化体育館で開催されたPANCRASE 2006 BLOW TOURの第2代ウェルター級王者決定戦において、井上克也を3-0の判定で下し王座獲得に成功した。
2007年5月27日、CAGE FORCE初出場となったCAGE FORCE EX -eastern bound-のウェルター級王座決定トーナメント準々決勝において、ダン・ハーディーに0-3の判定負けを喫したことで競輪選手への転身を志すようになる。7月27日にパンクラスウェルター級王座防衛戦で井上克也と対戦予定であったが、ハーディー戦でのダメージにより欠場した。同年12月に、パンクラスウェルター級王座を返上した。日本競輪学校へは3度目の受験となる第98期に合格し、2009年5月に同校へ入学。しかし卒業への基準となる走行タイムを出すことができなかったため中途退学を余儀なくされた。

## 人物・エピソード
- 高校教諭第一種免許（国語、英語）を取得。選手引退後に柔道整復師も取得している[6]。

## 戦績

### 総合格闘技
| 総合格闘技 戦績 | 総合格闘技 戦績 | 総合格闘技 戦績 | 総合格闘技 戦績 | 総合格闘技 戦績 | 総合格闘技 戦績 | 総合格闘技 戦績 |
| --------------- | --------------- | --------------- | --------------- | --------------- | --------------- | --------------- |
| 11 試合         | (T)KO           | 一本            | 判定            | その他          | 引き分け        | 無効試合        |
| 8 勝            | 2               | 0               | 6               | 0               | 1               | 0               |
| 2 敗            | 0               | 1               | 1               | 0               | 1               | 0               |

| 勝敗 | 対戦相手         | 試合結果                 | 大会名                                                                      | 開催年月日     |
| ×    | ダン・ハーディー | 5分3R終了 判定0-3        | CAGE FORCE EX -eastern bound- 【ウェルター級王座決定トーナメント 準々決勝】 | 2007年5月27日  |
| ○    | アライケンジ     | 5分3R終了 判定3-0        | PANCRASE 2006 BLOW TOUR                                                     | 2006年12月10日 |
| ○    | 井上克也         | 5分3R終了 判定3-0        | PANCRASE 2006 BLOW TOUR 【ウェルター級キング・オブ・パンクラス決定戦】      | 2006年8月27日  |
| ○    | 北岡悟           | 5分3R終了 判定3-0        | PANCRASE 2006 BLOW TOUR 【ウェルター級タイトルマッチ次期挑戦者決定戦】      | 2006年5月2日   |
| ○    | 大石幸史         | 5分3R終了 判定2-0        | PANCRASE 2006 BLOW TOUR                                                     | 2006年1月26日  |
| ○    | 小路伸亮         | 5分2R終了 判定2-0        | PANCRASE 2005 SPIRAL TOUR                                                   | 2005年11月4日  |
| ×    | 田中達憲         | 1R 2:07 腕ひしぎ十字固め | PANCRASE 2005 SPIRAL TOUR                                                   | 2005年9月4日   |
| ○    | 長岡弘樹         | 5分2R終了 判定2-0        | PANCRASE 2005 SPIRAL TOUR                                                   | 2005年5月1日   |
| ○    | 外山慎平         | 1R 0:35 KO（パウンド）   | PANCRASE 2005 SPIRAL TOUR                                                   | 2005年2月4日   |
| ○    | 小池秀信         | 1R 4:22 TKO（パウンド）  | PANCRASE 2004 BRAVE TOUR                                                    | 2004年11月26日 |
| △    | 関直喜           | 5分2R終了 判定0-1        | PANCRASE 2004 BRAVE TOUR                                                    | 2004年9月24日  |

### グラップリング
| 勝敗 | 対戦相手 | 試合結果         | 大会名                         | 開催年月日    |
| ×    | 森戸新士 | 1R 2:06 三角絞め | QUINTET FIGHT NIGHT 7 in TOKYO | 2021年7月13日 |

## 獲得タイトル
- 全日本サンボ選手権 74kg級 優勝（2003年、2004年）
- 第2代ウェルター級キング・オブ・パンクラス王座（2006年）